# Johannes Thiemann
Johannes Thiemann, né le 9 février 1994, à Trèves, en Allemagne, est un joueur allemand de basket-ball. Il évolue au poste d'ailier fort.

## Carrière
En juin 2021, Thiemann signe un nouveau contrat de trois saisons avec l'Alba Berlin.

## Palmarès
- Médaille d'or à la Coupe du monde 2023
- Troisième au Championnat d'Europe 2022
- Vainqueur de la Coupe d'Allemagne 2020, 2022
- Champion d'Allemagne 2020, 2021